# Mohammed Șia al-Sudani
Mohammed Șia al-Sudani (în arabă محمد شياع السوداني, transliterat: Muḥammad Shayyāʿ al-Sūdānī; n. 4 martie 1970, Bagdad, Irak) este un politician irakian care deține funcția de prim-ministru al Irakului din 27 octombrie 2022. Anterior mandatului său de prim-ministru, a ocupat mai multe funcții ministeriale, printre care: ministru al muncii și afacerilor sociale, ministru interimar al industriei și mineralelor, ministru interimar al comerțului, ministru interimar al migrației și persoanelor strămutate, ministru interimar al finanțelor, ministru interimar al agriculturii, precum și ministru al drepturilor omului.
De asemenea, a fost guvernator al provinciei Maysan⁠(d) și primar al orașului Amarah. La 19 ianuarie 2019, Mohammed Șia al-Sudani a fondat Mișcarea Furatayn, pe care o conduce de atunci. În anul 2025, The Muslim 500 l-a inclus printre cei mai influenți politicieni musulmani.

## Biografie
Mohammed Șia al-Sudani s-a născut la Bagdad la 4 martie 1970, într-o familie arabă șiită de clasă mijlocie. Originar din provincia Maysan⁠(d), situată în sudul Irakului, tatăl său a lucrat ca funcționar la Banca Cooperatistă Agricolă a Irakului. Tatăl său, împreună cu alți cinci membri ai familiei, au fost executați pentru apartenența la Partidul Islamic Dawa, formațiune interzisă la acea vreme pentru opoziția sa față de regimul ba'asist condus de Saddam Hussein în Irak.
Al-Sudani a absolvit Universitatea din Bagdad, obținând o diplomă de licență în științe agricole și un master în managementul proiectelor.

## Carieră
În 1997, Mohammed Șia al-Sudani a fost numit în cadrul Biroului pentru Agricultură din provincia Maysan. Ulterior, a ocupat mai multe funcții de conducere în acest birou, printre care șef al departamentului de Agricultură, șef al departamentului de Agricultură al orașului Ali Al-Sharqi și șef al departamentului de Producție Agricolă. De asemenea, a fost inginer supraveghetor în cadrul Programului Național de Cercetare, colaborând cu Organizația pentru Alimentație și Agricultură a Națiunilor Unite (FAO).
După invazia Irakului din 2003, al-Sudani a lucrat ca coordonator între administrația provinciei Maysan și Autoritatea Provizorie a Coaliției. În 2004 a fost numit primar al orașului Amarah, iar la alegerile provinciale din 2005 a fost ales membru al Consiliului Provincial Maysan. A fost reales în 2009 și numit guvernator al provinciei Maysan.

### Ministru al drepturilor omului
A fost numit ministru al drepturilor omului de către prim-ministrul Nouri al-Maliki⁠(d) după alegerile parlamentare din 2010, fiind aprobat de parlament la 21 decembrie 2010.
Ministerul său a fost responsabil de identificarea gropilor comune din Irak, rămase de pe vremea regimului lui Saddam Hussein. Două astfel de gropi comune au fost descoperite în 2011, una în Anbar⁠(d) și alta în Al Diwaniyah. A coordonat acțiunile împreună cu ministerul migrației pentru a sprijini întoarcerea cetățenilor irakieni care locuiau în Siria, în contextul războiului civil sirian.
Era ministru în august 2014, când mii de yazidiți au fost masacrați în nordul Irakului de către Statul Islamic (ISIL sau Daesh). A descris acest act ca fiind „o atrocitate cruntă” și a afirmat că „responsabilitatea comunității internaționale este să adopte o poziție fermă împotriva Daesh” și să „înceapă războiul împotriva Daesh pentru a opri genocidul și atrocitățile comise împotriva civililor”. A cerut Consiliului Drepturilor Omului al Națiunilor Unite să inițieze o anchetă privind crimele împotriva civililor comise de ISIL, catalogând aceste fapte drept genocid și crime împotriva umanității. „Ne confruntăm cu un monstru terorist”, a explicat el. „Mișcarea lor trebuie stopată. Activele lor trebuie înghețate și confiscate. Capacitățile lor militare trebuie distruse.”

### Ministru al muncii și afacerilor sociale
A fost numit ministru al muncii și afacerilor sociale în 2014, iar funcția sa de ministru al drepturilor omului a fost preluată în octombrie 2014 de Mohammed Mahdi Ameen al-Bayati, odată cu instalarea guvernului condus de Haider Al-Abadi.

### Ministru interimar
Pe parcursul carierei sale politice, al-Sudani a ocupat, de asemenea, funcția de ministru interimar în mai multe ministere: Agricultură, Finanțe, Migrație și Persoane Strămutate, Industrie și Minerit, precum și Comerț.

### Prim-ministru
În încercarea de a încheia criza politică din Irak din 2022, cadrul de coordonare l-a nominalizat oficial pe Mohammed Șia al-Sudani pentru funcția de prim-ministru în mai 2022. El a reușit să formeze un guvern care a fost aprobat de Consiliul Reprezentanților pe 27 octombrie.
În ianuarie 2023, într-un interviu acordat publicației The Wall Street Journal, al-Sudani a apărat prezența trupelor americane în țara sa și nu a stabilit un termen pentru retragerea acestora, referindu-se la contingentele militare ale SUA și NATO care antrenează și sprijină unitățile irakiene în combaterea Statului Islamic, dar care, în mare parte, evită implicarea directă în lupte. Totuși, a menționat că coaliția militară condusă de SUA în Irak nu mai este necesară.
Publicația The Economist a afirmat că al-Sudani este afiliat Forțelor de Mobilizare Populară (PMF), iar în timpul mandatului său influența acestora a crescut semnificativ în Irak. Guvernul său a crescut efectivul PMF cu 116.000 de soldați, ajungând la un total de aproximativ 230.000, și i-a alocat un buget de 2,7 miliarde de dolari. De asemenea, a lansat o companie de construcții afiliată PMF, numită după comandantul PMF ucis Abu Mehdi al-Muhandis; această companie beneficiază de acces preferențial la contractele guvernamentale, iar guvernul i-a acordat terenuri strategice.
La 20 iulie 2023, al-Sudani a expulzat ambasadorul Suediei în Irak și a revocat permisele de lucru pentru companiile suedeze, ca reacție la permisivitatea Suediei față de planul de ardere a Coranului.
La 10 octombrie 2023, al-Sudani a sosit la Moscova, unde s-a întâlnit cu președintele rus Vladimir Putin. Pe 21 octombrie 2023, a făcut apel la încetarea focului în războiul din Gaza.
În noiembrie 2023, în cadrul unei întâlniri cu președintele iranian Ebrahim Raisi, a descris atacul Hamas asupra Israelului drept „rezultatul unor ani de politici criminale ale regimului sionist împotriva poporului din Gaza.”
La 17 februarie 2024, s-a întâlnit cu cancelarul german Olaf Scholz la München, în timpul Conferinței de Securitate de la München, unde a avut discuții cu mai mulți lideri mondiali.
În aprilie 2024, al-Sudani a condamnat bombardamentul israelian asupra ambasadei iraniene din Damasc. În aceeași lună, a vizitat Statele Unite, unde s-a întâlnit cu președintele Joe Biden. Tot atunci, a primit vizita președintelui turc Recep Tayyip Erdoğan, cu care a semnat un proiect revoluționar numit „Drumul Dezvoltării Irakului”.
În mai 2024, a participat la ceremonia comemorativă dedicată fostului președinte Ebrahim Raisi, decedat într-un accident de elicopter, în capitala Iranului, Teheran.
În septembrie 2024, la Adunarea Generală a ONU, a condamnat raidurile aeriene israeliene asupra Libanului și s-a întâlnit cu mai mulți lideri pentru a discuta relațiile bilaterale.
În timpul ofensivei opoziției siriene împotriva regimului Assad din 2024, a declarat că „ceea ce se întâmplă astăzi în Siria este în beneficiul entității sioniste Israel, care a bombardat deliberat poziții ale armatei siriene, facilitând astfel controlul unor zone suplimentare de către grupările teroriste.” Cu toate acestea, a evitat să intervină în conflict de partea lui Bashar al-Assad, în ciuda presiunilor venite din anumite grupuri interne.
În aprilie 2025, a efectuat o vizită neanunțată în Qatar, unde s-a întâlnit cu președintele sirian Ahmad al-Sharaa și cu emirul Qatarului, Tamim bin Hamad Al Thani.

## Viață personală
Mohammed Șia al-Sudani este căsătorit și are patru fii.